# 小柳ルミ子
小柳 ルミ子（こやなぎ るみこ、本名：小柳 留美子、小柳 瑠美子、1952年〈昭和27年〉7月2日 - ）は、日本の歌手、女優。別名でrumicoとも称する。福岡県福岡市（現在の早良区域）出身。母親の愛子は秋田県南秋田郡五城目町出身である。愛称はルミちゃん、ルミルミなど。プラチナムプロダクション所属。身長159cm（1972年3月）。

## 来歴

### 学生時代
筑紫女学園中学校を卒業して宝塚音楽学校へ入学する。宝塚音楽学校卒業生の梓みちよと交流がある友人から紹介を得て、渡辺プロダクションへ歌手希望を願い出る。「首席で卒業したら歌手にしてあげる」との回答に応え、1970年（昭和45年）に首席で卒業した。同期に萬あきら、麻実れい、東千晃らがいる。渡辺プロからの歌手デビューが約束されたが舞台経験を申し付けられ、「夏川るみ」の名で宝塚歌劇団へ入団して2か月後に退団した。当初から歌手デビューを念願とする小柳は、宝塚歌劇団は歌唱や演技を経験する腰掛けと捉えていた。

### 歌手デビュー後
退団した同年の1970年、歌手デビュー前に知名度を広めるためNHK連続テレビ小説『虹』で女優としてデビューした。
1971年（昭和46年）4月25日にワーナー・ブラザース・パイオニアで初の邦楽部門歌手として契約する。作曲家平尾昌晃がプロデュースする「わたしの城下町」で歌手デビューすると160万枚を売り上げ、1971年のオリコン年間シングル売上チャートで第1位を記録し、第13回日本レコード大賞最優秀新人賞を獲得した。
1972年（昭和47年）には「瀬戸の花嫁」で、第3回日本歌謡大賞を受賞。ほか「お祭りの夜」「京のにわか雨」「漁火恋唄」「春のおとずれ」など大ヒットを連発、天地真理や南沙織らとともに「三人娘」（のち「新三人娘」と称された）として、1970年代前半を代表する女性アイドル歌手に挙げられた。
1970年代半ばには「花のようにひそやかに」「ひと雨くれば」など叙情路線や「冬の駅」「星の砂」「お久しぶりね」など新境地を開拓し大ヒットを記録、実力歌手として好評を得る。デビューした1971年（昭和46年）から1988年（昭和63年）まで18年連続で『NHK紅白歌合戦』に出場した。
女優として、1982年（昭和57年）に『誘拐報道』で第56回キネマ旬報ベスト・テン助演女優賞と第6回日本アカデミー賞最優秀助演女優賞、1983年（昭和58年）に『白蛇抄』で第7回日本アカデミー賞最優秀主演女優賞、それぞれを受賞した。ザ・ドリフターズの番組で志村けんと演じたコントで存在感を発揮し、TBS系の公開バラエティ番組『8時だョ!全員集合』でゲストとして最も多く出演した。

### 独立後
小柳はポップスやミュージカルを志向するも、渡辺プロダクションと齟齬の解消を得られず、待遇の不満も募ったことから独立し、個人事務所名は志村けんに依頼して「テンプテーション（心を惹きつけるもの）」とした。のちに解散して2020年現在はプラチナムプロダクションに所属する。
1989年（昭和64年）に13歳年下のダンサー大澄賢也と結婚するが、2000年（平成12年）には離婚した。
2002年（平成14年）に歌手名を「rumico」、女優名を「小柳ルミ子」とする。2002年にリリースされた島津亜矢のシングル「夜桜挽花」とアルバム『彩 -AYA-』のトータルプロデュースを手がけた。
2007年（平成19年）7月22日に27歳年下の俳優石橋正高と婚約を発表するが、入籍直前に婚約を解消した。
2010年（平成22年）7月2日に芸能生活40周年記念と誕生日記念を兼ねたパーティーを開催し、友人、芸能人、関係者ら700人が集った。
2021年にデビュー50年を迎えた。

## 人物
宝塚音楽学校進学と芸能界指向はすべて母の影響で、娘を歌手にさせたかった母の期待を受け、幼少期は日本舞踊、クラシックバレエ、ジャズダンス、タップダンス、ピアノ、三味線、書写、歌と8つの習い事に通った。
同年代の天地真理は同じ渡辺プロダクションの所属で比較されることも多く、人気が高かった天地に激しく嫉妬した。シングルレコードのジャケット写真が天地は白雪姫のような豪華な衣装で小柳は私服であったことなどの不平を、数十年後に放送されたテレビ特番で、天地へ直言したが、所属に対する不満に過ぎない。
麻雀を大いに好み、フジテレビ系『THEわれめDEポン』で風間杜夫、阿藤快、長門裕之ら実力派に小四喜を自摸和したことがある。「東」「南」「西」は小柳が副露して「北」の単騎待ち状態だったが、その前に「北」が既に2枚捨てられ、残り1枚であった。
小柳も出演したことのあるNHKの「ビッグショー」の復活番組「ふたりのビッグショー」で松崎しげると共に登場。同期ゆえ、「松崎くん」「ルミちゃん」と呼び合っていると明かした。
ジュエリーを好む。2014年に「大人の女性が身に着けるに相応しい華やかでエレガントなハイジュエリー」をコンセプトに、本人が企画してデザインしたジュエリー『DANCING QUEEN』をテレビショッピング専門チャンネルのQVCで販売する。新作を発表する放送日は小柳本人が生出演し、モデルとして商品を身に着けてデザインのこだわりを解説している。又従兄弟にはドラァグクイーンとして福岡で活躍中のリリー・チャンがいる。
アルゼンチン代表メッシに魅了されて以来、本人曰く「筋金入り」のサッカーファンとなり、年間2000試合を超える観戦を行っている書き留めた観戦ノートは100冊以上ある。日本代表の槙野智章と対談して「スカウティング担当としてきて欲しい」と言われる。サッカーのテレビ観戦のために睡眠時間は1時間半である。2022年には出身地のクラブ・アビスパ福岡の応援を始めることを宣言し、クラブ側もこれを受け入れた。経営トップの川森敬史とも親交がある。
福岡県出身で宝塚歌劇団の後輩である黒木瞳とはプライベートでも互いに仲が良い。
渡辺裕之とも仲がよく、2022年に渡辺が亡くなったときには死を惜しんでいた。
松田聖子をデビュー当時から現在まで実の妹の様に可愛がっており、現在でも松田から貰ったお歳暮やお中元、やりとりなどを頻繁にブログに綴っている。更に松田から貰ったツアーTシャツや誕生日プレゼントのカーディガンを着用した自身の写真も投稿しており、小柳の愛犬が亡くなった際に松田からメールと花を貰ったと明かした際には「聖子ちゃんも　思いもよらぬ形で突然大切な　大切な家族を失いました　その悲しみは想像を絶するものでありました　その苦しみを経験した聖子ちゃんだから　人の心の痛みが分かるのですね」と感謝している。松田の話題を挙げるとブログのアクセスランキングが1位になるといい、「私の力じゃ万年2位だけど聖子ちゃんの力を借りるとすぐに1位。情けない先輩だけど有難う聖子ちゃん」とも語っている。

## エピソード

### 女優業
2000年（平成12年）に放送された連続ドラマ『明日を抱きしめて』を血縁者の不祥事で降板した三田佳子の代役を務めた。

### 大澄賢也と結婚
大澄賢也と結婚後は、夫婦揃いでテレビなど様々なマスコミに多く露出して精力的に活動したが、約12年で破綻し、離婚を望む大澄に「高額（1億円）の慰謝料を支払うこと」または「以前の無名のバックダンサーに戻ること」の二者択一を離婚承諾の条件として迫ったとのマスコミ報道があった。

### 石橋正高と婚約
石橋正高と、婚約の前年である2006年12月12日に死去した小柳の母の喪明後に、入籍を予定した。入籍直前に石橋との結婚に疑問を抱いて同居と婚約を解消する。「甘えられることに疲れた」と語るが、実際は交際が報道される1か月前に破局していた。

### 引退発言と撤回
2020年、芸能生活50周年イベント直前にコロナ禍が発生。緊急事態宣言下で仕事がなくなり「もはや芸能界に自分の居場所はない」とモチベーションを喪失、8月1日放送のTBSラジオ『土曜ワイドラジオTOKYO ナイツのちゃきちゃき大放送』出演時に、突然引退を表明した。しかし偶然にも、収録の2日後に発売された週刊文春7月23日号にて、桑田佳祐が連載中のコラム『ポップス歌手の耐えられない軽さ』にて小柳を取り上げたことを知り、自身を高く評価する文章を読んだことで心機一転、自信を取り戻し、引退を即座に撤回した。以来、同号をお守りとして常に持ち歩いている。

## ディスコグラフィ

### シングル
| #                              | 発売日                         | A/B面                          | タイトル                              | 作詞                           | 作曲                           | 編曲                           | 規格品番                       |
| ワーナーブラザーズ・パイオニア | ワーナーブラザーズ・パイオニア | ワーナーブラザーズ・パイオニア | ワーナーブラザーズ・パイオニア        | ワーナーブラザーズ・パイオニア | ワーナーブラザーズ・パイオニア | ワーナーブラザーズ・パイオニア | ワーナーブラザーズ・パイオニア |
| ------------------------------ | ------------------------------ | ------------------------------ | ------------------------------------- | ------------------------------ | ------------------------------ | ------------------------------ | ------------------------------ |
| 1                              | 1971年 4月25日                 | A面                            | わたしの城下町                        | 安井かずみ                     | 平尾昌晃                       | 森岡賢一郎                     | L-1026R                        |
| 1                              | 1971年 4月25日                 | B面                            | 木彫りの人形                          | 山上路夫                       | 平尾昌晃                       | 森岡賢一郎                     | L-1026R                        |
| 2                              | 1971年 9月25日                 | A面                            | お祭りの夜                            | 安井かずみ                     | 平尾昌晃                       | 森岡賢一郎                     | L-1057R                        |
| 2                              | 1971年 9月25日                 | B面                            | ゆうぐれの里                          | 山上路夫                       | 平尾昌晃                       | 森岡賢一郎                     | L-1057R                        |
| 3                              | 1972年 1月25日                 | A面                            | 雪あかりの町                          | 山上路夫                       | 平尾昌晃                       | 森岡賢一郎                     | L-1070R                        |
| 3                              | 1972年 1月25日                 | B面                            | ある晴れた日に                        | 安井かずみ                     | 平尾昌晃                       | 森岡賢一郎                     | L-1070R                        |
| 4                              | 1972年 4月10日                 | A面                            | 瀬戸の花嫁                            | 山上路夫                       | 平尾昌晃                       | 森岡賢一郎                     | L-1080R                        |
| 4                              | 1972年 4月10日                 | B面                            | それでも川は流れる                    | 安井かずみ                     | 平尾昌晃                       | 森岡賢一郎                     | L-1080R                        |
| 5                              | 1972年 8月10日                 | A面                            | 京のにわか雨                          | なかにし礼                     | 平尾昌晃                       | 森岡賢一郎                     | L-1100R                        |
| 5                              | 1972年 8月10日                 | B面                            | 東京わらべ歌                          | 浅木しゅん                     | 平尾昌晃                       | 森岡賢一郎                     | L-1100R                        |
| 6                              | 1972年 11月10日                | A面                            | 漁火恋唄                              | 山上路夫                       | 平尾昌晃                       | 森岡賢一郎                     | L-1110R                        |
| 6                              | 1972年 11月10日                | B面                            | 娘ざかり                              | 安井かずみ                     | 平尾昌晃                       | 森岡賢一郎                     | L-1110R                        |
| 7                              | 1973年 2月25日                 | A面                            | 春のおとずれ                          | 山上路夫                       | 森田公一                       | 森岡賢一郎                     | L-1122R                        |
| 7                              | 1973年 2月25日                 | B面                            | わたしの春一番                        | 安井かずみ                     | 平尾昌晃                       | 森岡賢一郎                     | L-1122R                        |
| 8                              | 1973年 5月25日                 | A面                            | 恋にゆれて                            | 安井かずみ                     | 平尾昌晃                       | 森岡賢一郎                     | L-1135R                        |
| 8                              | 1973年 5月25日                 | B面                            | 夏に萌えて                            | 酒井チエ                       | 平尾昌晃                       | 森岡賢一郎                     | L-1135R                        |
| 9                              | 1973年 8月10日                 | A面                            | 十五夜の君                            | 安井かずみ                     | 浜圭介                         | 森岡賢一郎                     | L-1150R                        |
| 9                              | 1973年 8月10日                 | B面                            | 笹舟                                  | 山上路夫                       | 平尾昌晃                       | 森岡賢一郎                     | L-1150R                        |
| 10                             | 1973年 11月10日                | A面                            | 恋の雪別れ                            | 安井かずみ                     | 平尾昌晃                       | 森岡賢一郎                     | L-1161R                        |
| 10                             | 1973年 11月10日                | B面                            | ながさき日記                          | なかにし礼                     | 平尾昌晃                       | 森岡賢一郎                     | L-1161R                        |
| 11                             | 1974年 3月10日                 | A面                            | 花のようにひそやかに                  | 阿久悠                         | 平尾昌晃                       | 森岡賢一郎                     | L-1175R                        |
| 11                             | 1974年 3月10日                 | B面                            | さくらんぼ                            | 阿久悠                         | 平尾昌晃                       | 森岡賢一郎                     | L-1175R                        |
| 12                             | 1974年 6月10日                 | A面                            | ひとり囃子                            | 喜多条忠                       | 平尾昌晃                       | 森岡賢一郎                     | L-1188R                        |
| 12                             | 1974年 6月10日                 | B面                            | 赤い燈台                              | 岡本おさみ                     | 吉田拓郎                       | 森岡賢一郎                     | L-1188R                        |
| 13                             | 1974年 10月10日                | A面                            | 冬の駅                                | なかにし礼                     | 加瀬邦彦                       | 森岡賢一郎                     | L-1210R                        |
| 13                             | 1974年 10月10日                | B面                            | つむぎ恋唄                            | 麻生香太郎                     | 猪俣公章                       | 森岡賢一郎                     | L-1210R                        |
| 14                             | 1975年 2月25日                 | A面                            | 黄昏の街                              | 林春生                         | 加瀬邦彦                       | 森岡賢一郎                     | L-1230R                        |
| 14                             | 1975年 2月25日                 | B面                            | あなたの面影                          | 林春生                         | 加瀬邦彦                       | 森岡賢一郎                     | L-1230R                        |
| 15                             | 1975年 5月25日                 | A面                            | ひと雨くれば                          | 麻生香太郎                     | 井上忠夫                       | 森岡賢一郎                     | L-1242R                        |
| 15                             | 1975年 5月25日                 | B面                            | ほたる列車                            | さだまさし                     | さだまさし                     | 森岡賢一郎                     | L-1242R                        |
| 16                             | 1975年 9月10日                 | A面                            | 花車                                  | 麻生香太郎                     | 森岡賢一郎                     | 森岡賢一郎                     | L-1268R                        |
| 16                             | 1975年 9月10日                 | B面                            | わたしの長崎                          | 山上路夫                       | 森岡賢一郎                     | 森岡賢一郎                     | L-1268R                        |
| 17                             | 1976年 1月10日                 | A面                            | 桜前線                                | 麻生香太郎                     | 徳久広司                       | 馬飼野俊一                     | L-1294R                        |
| 17                             | 1976年 1月10日                 | B面                            | 赤い糸                                | 藤公之介                       | 井上忠夫                       | 馬飼野俊一                     | L-1294R                        |
| 18                             | 1976年 5月10日                 | A面                            | 恋岬                                  | 小林亜星                       | 小林亜星                       | 森岡賢一郎                     | L-1R                           |
| 18                             | 1976年 5月10日                 | B面                            | この街夕暮れ                          | 布施明                         | 布施明                         | あかのたちお                   | L-1R                           |
| 19                             | 1976年 7月10日                 | A面                            | 夾竹桃は赤い花                        | 岩谷時子                       | 宮川泰                         | 宮川泰                         | L-15R                          |
| 19                             | 1976年 7月10日                 | B面                            | さよなら私の恋                        | 岩谷時子                       | 宮川泰                         | 宮川泰                         | L-15R                          |
| 20                             | 1976年 9月25日                 | A面                            | 逢いたくて北国へ                      | 橋本淳                         | 井上忠夫                       | 森岡賢一郎                     | L-30R                          |
| 20                             | 1976年 9月25日                 | B面                            | 母と                                  | 橋本淳                         | 井上忠夫                       | あかのたちお                   | L-30R                          |
| 21                             | 1977年 1月25日                 | A面                            | 思い出にだかれて                      | 橋本淳                         | 佐瀬寿一                       | 川口真                         | L-60R                          |
| 21                             | 1977年 1月25日                 | B面                            | 東京の空の下で                        | 麻生香太郎                     | 井上忠夫                       | 森岡賢一郎                     | L-60R                          |
| 22                             | 1977年 4月25日                 | A面                            | 星の砂                                | 関口宏                         | 出門英                         | 森岡賢一郎                     | L-76R                          |
| 22                             | 1977年 4月25日                 | B面                            | 明日の海                              | 竜真知子                       | 小坂明子                       | 森岡賢一郎                     | L-76R                          |
| 23                             | 1977年 8月25日                 | A面                            | 湖の祈り                              | 関口宏                         | 出門英                         | 森岡賢一郎                     | L-160R                         |
| 23                             | 1977年 8月25日                 | B面                            | 帰郷                                  | さかうえけんいち               | さかうえけんいち               | 青木望                         | L-160R                         |
| 24                             | 1978年 1月25日                 | A面                            | ひとり歩き                            | なかにし礼                     | さかうえけんいち               | 森岡賢一郎                     | L-190R                         |
| 24                             | 1978年 1月25日                 | B面                            | 長崎アプローチ                        | 竜真知子                       | 後藤康直                       | 森岡賢一郎                     | L-190R                         |
| 25                             | 1978年 4月25日                 | A面                            | 夢追い列車                            | 伊藤アキラ                     | 平尾昌晃                       | 萩田光雄                       | L-211R                         |
| 25                             | 1978年 4月25日                 | B面                            | しのび逢い                            | なかにし礼                     | 平尾昌晃                       | 萩田光雄                       | L-211R                         |
| 26                             | 1978年 7月10日                 | A面                            | 泣きぬれてひとり旅                    | 河島英五                       | 河島英五                       | 森岡賢一郎                     | L-230R                         |
| 26                             | 1978年 7月10日                 | B面                            | あいつと私                            | 山川啓介                       | 平尾昌晃                       | 森岡賢一郎                     | L-230R                         |
| SMS Records                    |                                |                                |                                       |                                |                                |                                |                                |
| 27                             | 1978年 11月25日                | A面                            | 雨…                                   | 中島みゆき                     | 中島みゆき                     | 萩田光雄                       | SM06-1                         |
| 27                             | 1978年 11月25日                | B面                            | 雪の花                                | 門谷憲二                       | 西島三重子                     | 若草恵                         | SM06-1                         |
| 28                             | 1979年 4月25日                 | A面                            | スペインの雨                          | 阿久悠                         | 大野克夫                       | 萩田光雄                       | SM06-16                        |
| 28                             | 1979年 4月25日                 | B面                            | 面影劇場                              | 阿久悠                         | 大野克夫                       | 萩田光雄                       | SM06-16                        |
| 29                             | 1979年 8月25日                 | A面                            | 恋ごころ                              | 竜真知子                       | 井上堯之                       | 馬飼野俊一                     | SM06-30                        |
| 29                             | 1979年 8月25日                 | B面                            | 朝7時、空港にて                       | 竜真知子                       | 西島三重子                     | 若草恵                         | SM06-30                        |
| 30                             | 1980年 1月25日                 | A面                            | 来夢来人                              | 岡田冨美子                     | 筒美京平                       | 萩田光雄                       | SM06-43                        |
| 30                             | 1980年 1月25日                 | B面                            | 雪見宿                                | 松本隆                         | 筒美京平                       | 萩田光雄                       | SM06-43                        |
| 31                             | 1980年 7月5日                  | A面                            | 螢火                                  | 門谷憲二                       | 出門英                         | 川上了                         | SM07-56                        |
| 31                             | 1980年 7月5日                  | B面                            | 夢飛行                                | 岡田冨美子                     | 加瀬邦彦                       | 大谷和夫                       | SM07-56                        |
| 32                             | 1980年 10月21日                | A面                            | ジョーク                              | 中村泰士                       | 中村泰士                       | 高田弘                         | SM07-70                        |
| 32                             | 1980年 10月21日                | B面                            | Don't Worry 気にしないで              | 中村泰士                       | 中村泰士                       | 高田弘                         | SM07-70                        |
| 33                             | 1981年 3月15日                 | A面                            | 南風                                  | いではく                       | 遠藤実                         | 宮川泰                         | SM07-77                        |
| 33                             | 1981年 3月15日                 | B面                            | 磯浜慕情                              | 山上路夫                       | 遠藤実                         | 宮川泰                         | SM07-77                        |
| 34                             | 1981年 8月25日                 | A面                            | たそがれラブコール                    | 阿久悠                         | 川口真                         | 川口真                         | SM07-93                        |
| 34                             | 1981年 8月25日                 | B面                            | あなたへ                              | 阿久悠                         | 川口真                         | 船山基紀                       | SM07-93                        |
| 35                             | 1982年 5月21日                 | A面                            | みだれ髪                              | 喜多條忠                       | 平尾昌晃                       | 竜崎孝路                       | SM07-218                       |
| 35                             | 1982年 5月21日                 | B面                            | 二十三夜                              | 喜多條忠                       | 小杉保夫                       | 竜崎孝路                       | SM07-218                       |
| 36                             | 1982年 12月5日                 | A面                            | 通りゃんせ帰りゃんせ                  | 岡田冨美子                     | 小杉保夫                       | 高田弘                         | SM07-226                       |
| 36                             | 1982年 12月5日                 | B面                            | 夢日記                                | 岡田冨美子                     | 丹羽応樹                       | 竜崎孝路                       | SM07-226                       |
| 37                             | 1983年 7月21日                 | A面                            | お久しぶりね                          | 杉本真人                       | 杉本真人                       | 梅垣達志                       | SM07-230                       |
| 37                             | 1983年 7月21日                 | B面                            | 愛色夢紀行                            | 友井久美子                     | 杉本真人                       | 梅垣達志                       | SM07-230                       |
| 38                             | 1984年 5月5日                  | A面                            | 今さらジロー                          | 杉本真人                       | 杉本真人                       | 梅垣達志                       | SM07-242                       |
| 38                             | 1984年 5月5日                  | B面                            | 冷たい水                              | 下田逸郎                       | 梅垣達志                       | 梅垣達志                       | SM07-242                       |
| 39                             | 1985年 3月5日                  | A面                            | 乾杯!                                 | 杉本真人                       | 杉本真人                       | 梅垣達志                       | SM07-249                       |
| 39                             | 1985年 3月5日                  | B面                            | 酔っぱらっちゃった                    | 千家和也                       | 浜圭介                         | 梅垣達志                       | SM07-249                       |
| 40                             | 1986年 3月21日                 | A面                            | 乱                                    | FUMIKO                         | 玉置浩二                       | 奥慶一                         | SM07-263                       |
| 40                             | 1986年 3月21日                 | B面                            | 愛してフィナーレ                      | 原真弓                         | 本島一弥                       | 奥慶一                         | SM07-263                       |
| 41                             | 1987年 4月21日                 | A面                            | 背中でちょっとI Love You              | 園部和範 小柳ルミ子            | 岡本朗                         | 吉川忠英                       | SM07-272                       |
| 41                             | 1987年 4月21日                 | B面                            | 素肌に華                              | 緑川久美子                     | 岡本朗                         | 宮川泰                         | SM07-272                       |
| 42                             | 1987年 10月5日                 | A面                            | 泣かないから                          | 松井五郎                       | 玉置浩二                       | 武部聡志                       | SM07-279                       |
| 42                             | 1987年 10月5日                 | B面                            | シルクな心                            | 三浦徳子                       | 玉置浩二                       | 服部克久                       | SM07-279                       |
| ワーナー・パイオニア           |                                |                                |                                       |                                |                                |                                |                                |
| 43                             | 1988年 10月25日                | A面                            | LEATHERY                              | 湯川れい子                     | Mieko                          | 中村哲                         | 07L7-4025                      |
| 43                             | 1988年 10月25日                | B面                            | TENNYO                                | 湯川れい子                     | 葛口雅行                       | 中村哲                         | 07L7-4025                      |
| 44                             | 1989年 4月25日                 | A面                            | だらしがないね                        | 松本一起                       | 伊藤薫                         | 若草恵                         | 06L7-4075                      |
| 44                             | 1989年 4月25日                 | B面                            | 貴方しかいない                        | 松本一起                       | 都志見隆                       | 若草恵                         | 06L7-4075                      |
| 45                             | 1991年 1月1日                  | 01                             | はずかしがらずに男たちよ              | 阿久悠                         | 三木たかし 川口真              | 川村栄二                       | WPDL-1511                      |
| 45                             | 1991年 1月1日                  | 02                             | きぬぎぬ                              | 阿久悠                         | 三木たかし 川口真              | 川村栄二                       | WPDL-1511                      |
| 46                             | 1991年 11月28日                | 01                             | 誰でもいいはずないじゃない            | 三浦徳子                       | 後藤次利                       | 清水信之                       | WPDL-1522                      |
| 46                             | 1991年 11月28日                | 02                             | 笑わせないで                          | 三浦徳子                       | 後藤次利                       | 清水信之                       | WPDL-1522                      |
| ポリスター                     |                                |                                |                                       |                                |                                |                                |                                |
| 47                             | 1994年 11月26日                | 01                             | 涙が迎えに来てるから                  | 荒木とよひさ                   | 三木たかし                     | 若草恵                         | PSDR-5098                      |
| 47                             | 1994年 11月26日                | 02                             | 裏切りの雨                            | 荒木とよひさ                   | 三木たかし                     | 若草恵                         | PSDR-5098                      |
| 48                             | 1996年 1月25日                 | 01                             | 鳩                                    | 荒木とよひさ                   | 三木たかし                     | 若草恵                         | PSDF-5017                      |
| 48                             | 1996年 1月25日                 | 02                             | 心の中まで裸にされて                  | 荒木とよひさ                   | 都志見隆                       | 船山基紀                       | PSDF-5017                      |
| 49                             | 1997年 5月25日                 | 01                             | 千年の恋                              | 渡辺なつみ                     | 小坂恭子                       | 矢代恒彦                       | PSDF-5028                      |
| 49                             | 1997年 5月25日                 | 02                             | あなたに麒麟                          | 渡辺なつみ                     | 石塚知生                       | 石塚知生                       | PSDF-5028                      |
| zetima                         |                                |                                |                                       |                                |                                |                                |                                |
| 50                             | 1998年 9月19日                 | 01                             | だから京都                            | たきのえいじ                   | 平尾昌晃                       | 根岸貴幸                       | EPDE-1009                      |
| 50                             | 1998年 9月19日                 | 02                             | 三百六十五夜                          | たきのえいじ                   | 平尾昌晃                       | 根岸貴幸                       | EPDE-1009                      |
| ガウスエンタテインメント       |                                |                                |                                       |                                |                                |                                |                                |
| 51                             | 2000年 5月24日                 | 01                             | いい気になるなよ                      | 小柳ルミ子                     | 杉本真人                       | 矢野立美                       | GRDE-41                        |
| 51                             | 2000年 5月24日                 | 02                             | 道☆明日に向かって                     | 小柳ルミ子                     | 平尾昌晃                       | 矢野立美                       | GRDE-41                        |
| 52                             | 2002年 6月21日                 | 01                             | TEN ZILLION 〜100億の幸福に包まれて〜 | 小笠原ちあき                   | 鹿紋太郎                       | 勝又隆一                       | GRCE-6                         |
| 52                             | 2002年 6月21日                 | 02                             | again…                                | Reiko.                         | 鹿紋太郎                       | 林有三                         | GRCE-6                         |
| 52                             | 2002年 6月21日                 | 03                             | 琥珀の風                              | 山本成美                       | 園山光博                       | 林有三                         | GRCE-6                         |
| 日本クラウン                   |                                |                                |                                       |                                |                                |                                |                                |
| 53                             | 2011年 3月2日                  | 01                             | やさしくして                          | なかにし礼                     | 平尾昌晃                       | 若草恵                         | CRCN-1526                      |
| 53                             | 2011年 3月2日                  | 02                             | 遠い母への子守唄                      | なかにし礼                     | 平尾昌晃                       | 若草恵                         | CRCN-1526                      |
| 54                             | 2012年 3月7日                  | 01                             | アカシヤの大連                        | なかにし礼                     | 平尾昌晃                       | 若草恵                         | CRCN-1598                      |
| 54                             | 2012年 3月7日                  | 02                             | 故郷ありてこそ                        | なかにし礼                     | 平尾昌晃                       | 若草恵                         | CRCN-1598                      |
| 55                             | 2012年 12月5日                 | 01                             | 青林檎                                | 一青窈                         | 平尾昌晃                       | 若草恵                         | CRCN-1661                      |
| 55                             | 2012年 12月5日                 | 02                             | 瀬戸の花嫁 (New Ver.)                 | 山上路夫                       | 平尾昌晃                       | 伊戸のりお                     | CRCN-1661                      |
| 56                             | 2014年 3月5日                  | 01                             | 愛のせいで…                           | 及川眠子                       | 中崎英也                       | 中崎英也                       | CRCN-1772                      |
| 56                             | 2014年 3月5日                  | 02                             | 日々の泡                              | 及川眠子                       | 中崎英也                       | 中崎英也                       | CRCN-1772                      |
| 徳間ジャパン                   |                                |                                |                                       |                                |                                |                                |                                |
| 57                             | 2021年 4月21日                 | 01                             | 深夜零時、乱れ心                      | 中村歩 / 遠藤ナオキ            | 中村歩 / 遠藤ナオキ            | 中村歩 / 遠藤ナオキ            | TKCA-91340                     |
| 57                             | 2021年 4月21日                 | 02                             | 言葉にならない                        | Wiggy                          | Wiggy                          | 若草恵                         | TKCA-91340                     |

### デュエット・シングル
| 発売日        | デュエット | 曲順 | タイトル     | 作詞         | 作曲     | 編曲   | 規格品番  |
| ------------- | ---------- | ---- | ------------ | ------------ | -------- | ------ | --------- |
| 1995年 7月1日 | 高山厳     | 01   | 夜明けの伝言 | 荒木とよひさ | 都志見隆 | 若草恵 | PSDF-5006 |
| 1995年 7月1日 | 高山厳     | 02   | 流されて     | 山上路夫     | 杉本真人 | 若草恵 | PSDF-5006 |

### その他のシングル
| 発売日         | タイトル                           | 作詞       | 作曲       | 編曲             | 規格品盤  |
| -------------- | ---------------------------------- | ---------- | ---------- | ---------------- | --------- |
| 1973年 6月     | しあわせの輪をひろげよう           | 湯乃村紘一 | 浜口庫之助 | 小杉仁三         | PR-1001   |
| 2003年 2月26日 | お久しぶりね 〜rockin'rumiko mix〜 | 杉本真人   | 杉本真人   | a million bamboo | R-0320052 |

### アルバム

#### オリジナル・アルバム
ワーナーブラザーズ・パイオニア
1. 私の十二曲 小柳ルミ子 日本抒情歌集[19]（L-6018R） （1971.9.25）
2. 愛のカフェテラス・お祭りの夜 美しい娘ふたり／辺見マリ 小柳ルミ子の世界[注 8]。（L-6027P） （1971.10）※「ゆうぐれの里(別バージョン)」収録
3. お祭りの夜 ふるさと日本の唄・小柳ルミ子（L-6032R） （1971.11.25）
4. 京のにわか雨 はるかなるこころのふるさと SOFTLY RUMIKO KOYANAGI（L-8012R） （1972.8.25 絵葉書にもつかえるルミ子のカラーポート 全十二枚付）※「折鶴」収録
5. 小柳ルミ子のすべて 忘れかけていた心の歌 ALL ABOOUT RUMIKO KOYANAGI（L-5501～2R）（1972.11.25 「クリスマス・ソング」「春の唄」「詩・朗読」17センチLP・カラー・レコード[注 9]付 カレンダー付カラー・ポスター 豪華カラー写真集付）
6. 春のおとずれ ルミ子とフォークの出逢い RUMIKO WIYH FOLK（L-8017R） （1973.3.10 ルミ子の自筆歌詞カード付）
7. 小柳ルミ子 あしたも日本晴れ（L5053～4R） （1973.11.10 豪華大型カラーポスター付）※「恋の雪別れ(アルバムバージョン)」収録
8. 小柳ルミ子 －あたらしい友達－（L-8035R）（1974.5.25）
9. 小柳ルミ子 昨日・今日・明日（L-5058～9R） （1974.11.25 カラー・ポスター付）
10. 小柳ルミ子 こころの歌 緑の地平線（L-8060R） （1975.5.25 全曲カヴァー）※戦後30年を迎えることから特別に制作。
11. 小柳ルミ子 花車（L-10008R） （1975.9.10）
12. 小柳ルミ子 春・夏・秋・冬（L-5505～6R） （1975.12 豪華カラー・ポスター付）
13. 故郷 小柳ルミ子 北から南から（L-6103～4R） （1976.6 豪華カラー写真集付）※安井かずみ作詞、森田公一作曲「四季」収録
14. 青春の真中で 小柳ルミ子（L-5519～20R） （1976.12）
15. 小柳ルミ子 わたしの城下町から星の砂まで（L-4901～6R） （1977.4）
16. 風がはこぶものは 小柳ルミ子（L-10069R） （1977.5）※小柳ルミ子作詞、出門英作曲「みんさ織りのおばあちゃん」収録。
17. 愛に甦える・小柳ルミ子 南から北へ（L-10091R） （1977.11）
18. 愛こそはすべて 小柳ルミ子[注 10]（L-10116）（1978.7）

SMSレコード
1. 素顔のまま（SM25-5001） （1978.11）
2. スペインの雨（SM25-5011） （1979.5)
3. 来夢来人（SM25-5050） （1980.4）※「メモリアル・ストリート」収録
4. 小柳ルミ子大全集（SMAO-5155～9） （1980.10.21）
5. 浪漫的 ロマンチック（SM28-5068） （1980.12 ★カラー・ピンナップ★ 歌詞カードつき）
6. たそがれラブコール（SM28-5077） （1981.8）
7. いくつもの星が流れて（SM28-5095） （1982.12）
8. うたかた（SM28-5408） （1984.5）

ポリスター
1. 小柳ルミ子／ベスト・セレクション[注 11]（PSCF-5006） （1995.7.26、25周年記念アルバム）

#### ライヴ・アルバム
1. 初心を忘れまいと誓った日 小柳ルミ子オン・ステージ 東京日比谷公会堂・ライヴ録音（ワーナーブラザーズ・パイオニア L-5024～5R） （1972.4.25 特大カラー・ポスター付）
2. こんにちわ小柳ルミ子です わたしがいちばんしあわせな日 1973年4月5日 東京厚生年金ホール・ライヴ録音（L-8022R） （1973.6.10 [注 12] 豪華カラーポスター付）
3. 小柳ルミ子 いつまでもこんな日が 大阪梅田コマ・ライヴ録音（ワーナー・パイオニア L-10020R） （1975.10.25）
4. 青春・歌はわたしの心 小柳ルミ子 1976年10月25日 大阪フェスティバルホール・ライヴ録音 （ワーナー・パイオニア L-5517～8R）
5. 「やさしさということ」 小柳ルミ子NHKホールリサイタル 1979年8月11日 NHKホール・ライヴ録音  （SMS SM40-5033～4） （1979.9 初回特典：写真集付）

#### 編集盤
1. 雪あかりの町 小柳ルミ子 輝く明日への出発（ワーナーブラザーズ・パイオニア L-6042R） （1972.2.25）
2. 小柳ルミ子・トップ・リクエスト（ワーナー・パイオニア L-8052R） （1975.3.10）
3. 小柳ルミ子全曲集（CBS・ソニー FCLD-101）（4枚組）
4. 私の故郷 小柳ルミ子（ワーナー・パイオニア L-5533～4R） （1977.12）
5. THE BEST OF RUMIKO KOYANAGI（SMS SM25-5019）（1979.7）
6. 愛 あの頃 そして今（SMS SM38-5042～3） （1979.12）
7. 旅（SMS SM25-5032） （1980.2）
8. 海（SMS SM25-5025） （1980.3）
9. 蛍火（SMS SM28-5056） （1980.8）
10. 日本の夏～ひと雨くれば（SMS SM28-5074） （1981.7）
11. NHK紅白歌合戦出場曲（SMS SM28-5082） （1982.10）
12. お久しぶりね－ベストセレクション－（SMS SM28-5404） （1983.10）
13. ベストセレクション 小柳ルミ子（SMS SM28-5411） （1984.11）
14. 乾杯! ベストセレクション（SMS MD35-5005） （1985.5）
15. ニュー・ベスト -鳩-（ソニー・ミュージックエンタテインメント EPCE-4009） （1998.05.21）
16. 小柳ルミ子 CD-BOX（ビクター エンタテイメント VCS-1004～9） （2002.5.21CD6枚組）
17. ゴールデン☆ベスト 小柳ルミ子 シングル・コレクション（ソニー・ミュージックダイレクト MHCL-518）（2005.3.24）
18. プレミアム・ベスト（ワーナーミュージックジャパン WPCL-10722）（2009.7.22）
19. 小柳ルミ子 デラックス・ボックス（ワーナーミュージック・ジャパン WQZQ-21/32） （2011.7.20、CD11枚、DVD1枚組）
20. スーパー・ベスト（2013.9.4、WMP-60076）
21. 小柳ルミ子 GOLDEN☆BEST SMSイヤーズ・コンプリート・ABシングルス（CDSOL-1576～7）（2014.6.4、CD2枚組）

### タイアップ曲
| 年     | 楽曲                     | タイアップ                                               |
| ------ | ------------------------ | -------------------------------------------------------- |
| 1973年 | しあわせの輪をひろげよう | 農協共済・CMソング                                       |
| 1976年 | この街夕暮れ             | テレビ朝日系テレビドラマ「金のなる樹は誰のもの」主題歌   |
| 1987年 | 背中でちょっとI Love You | ブティック・ジョイ CF イメージソング                     |
| 1987年 | シルクな心               | 東映映画「別れぬ理由」主題歌                             |
| 1995年 | 夜明けの伝言             | テレビ東京系情報番組「徳光和夫の情報スピリッツ」EDテーマ |
| 1996年 | 鳩                       | テレビ東京系紀行番組「いい旅・夢気分」EDテーマ           |

## NHK紅白歌合戦出場歴
1971年・第22回に初出場以来、1988年・第39回まで18年連続で出場。
| 年度/放送回               | 回 | 曲目                             | 出演順 | 対戦相手                       | 備考                             |
| ------------------------- | -- | -------------------------------- | ------ | ------------------------------ | -------------------------------- |
| 1971年（昭和46年）/第22回 | 初 | わたしの城下町                   | 8/25   | はしだのりひことクライマックス |                                  |
| 1972年（昭和47年）/第23回 | 2  | 瀬戸の花嫁                       | 16/23  | 三波春夫                       |                                  |
| 1973年（昭和48年）/第24回 | 3  | 漁火恋唄                         | 1/22   | 布施明                         | トップバッター                   |
| 1974年（昭和49年）/第25回 | 4  | 冬の駅                           | 4/25   | フォーリーブス                 | 新三人娘全員での出場はこれが最後 |
| 1975年（昭和50年）/第26回 | 5  | 花車                             | 18/24  | 森進一                         |                                  |
| 1976年（昭和51年）/第27回 | 6  | 逢いたくて北国へ                 | 21/24  | 春日八郎                       |                                  |
| 1977年（昭和52年）/第28回 | 7  | 星の砂                           | 18/24  | 沢田研二                       |                                  |
| 1978年（昭和53年）/第29回 | 8  | 雨…                              | 19/24  | 北島三郎                       |                                  |
| 1979年（昭和54年）/第30回 | 9  | 恋ごころ                         | 13/23  | 布施明(2)                      |                                  |
| 1980年（昭和55年）/第31回 | 10 | 来夢来人                         | 10/23  | 内山田洋とクール・ファイブ     |                                  |
| 1981年（昭和56年）/第32回 | 11 | たそがれラブコール               | 8/22   | 菅原洋一                       |                                  |
| 1982年（昭和57年）/第33回 | 12 | みだれ髪                         | 14/22  | 西田敏行                       |                                  |
| 1983年（昭和58年）/第34回 | 13 | お久しぶりね                     | 6/21   | 沢田研二(2)                    |                                  |
| 1984年（昭和59年）/第35回 | 14 | 今さらジロー                     | 13/20  | 田原俊彦                       |                                  |
| 1985年（昭和60年）/第36回 | 15 | 乾杯!                            | 8/20   | 郷ひろみ                       |                                  |
| 1986年（昭和61年）/第37回 | 16 | 乱                               | 5/20   | 田原俊彦(2)                    |                                  |
| 1987年（昭和62年）/第38回 | 17 | ヒーロー～Holding Out for a Hero | 15/20  | 菅原洋一(2)                    |                                  |
| 1988年（昭和63年）/第39回 | 18 | 愛のセレブレイション             | 17/21  | 菅原洋一(3)                    |                                  |

- 対戦相手の歌手名の()内の数字はその歌手との対戦回数、備考のトリ等の次にある()はトリ等を務めた回数を表す。
- 曲名の後の（○回目）は紅白で披露された回数を表す。
- 出演順は「（出演順）／（出場者数）」で表す。

## 出演

### バラエティ
- 8時だョ!全員集合（TBS）
- ドリフ大爆笑（フジテレビ）
- 花のステージ（1978年、NHK総合） - 司会
- いい加減にします!（1984年 - 1985年、日本テレビ）
- セイシュンの食卓（1992年 - 1994年、テレビ朝日）
- マジカル頭脳パワー!!（日本テレビ） - ゲスト解答者
- ビートたけしのTVタックル（1995年1月16日、テレビ朝日） - バイク事故で休養していたビートたけしの代理司会
- バラエティーざっくばらん（1995年4月 - 6月、NHK総合）
- THEわれめDEポン（フジテレビ）
- うつみ&ルミ子の思い出ボロボロ（1999年 - 2000年、フジテレビ）
- あの人は今!?（日本テレビ）
  - ヒーロー&ヒロイン 伝説の101人（2002年1月10日） - パネラー
  - テレビ生誕50年 世紀のヒロイン50人（2003年10月2日） - パネラー
- 壮絶バトル!花の芸能界（2003年、日本テレビ）
- カラオケ★バトル → THEカラオケ★バトル（2011年 -  、テレビ東京）
- 有吉弘行のダレトク!?（関西テレビ制作・フジテレビ） - 準レギュラー
- 有吉ゼミ（日本テレビ） - 不定期ゲスト
- 有吉反省会（日本テレビ） - 不定期ゲスト
- 直撃LIVE グッディ!（2020年3月6日、フジテレビ） - コメンテーター（土屋礼央の代理）
- ルミ子の食卓（2023年4月8日（7日深夜） - 2024年3月30日（29日深夜）、テレビ朝日） - MC（女王ルミ子様 役）[20]

### サッカー番組
- 明治安田生命 Jリーグワールドチャレンジ2017 浦和レッズVSドルトムント（2017年7月15日、フジテレビ） - 副音声コメンテーター
- UEFAチャンピオンズリーグ 2017-18 決勝（2018年5月27日、フジテレビ） - 副音声コメンテーター
- 2018 FIFAワールドカップ（2018年6月15日 - 28日、フジテレビ） - ワールドカップサポーターズ[21]

### テレビドラマ
- 連続テレビ小説（NHK総合）
  - 虹（1970年） - 三谷かおる
  - こころ（2003年） - 千野小江美
- おさな妻 第35話（1971年6月4日、東京12チャンネル）
- お祭り銀次捕物帳 第1話「出発の唄」（1972年、フジテレビ） - おとせ
- 家光が行く（1972年、日本テレビ） - 志津
- 大江戸捜査網 第172話「盗まれた花嫁」（1975年、テレビ東京） - お千代
- 金のなる樹は誰のもの（1976年、NETテレビ） - 美子
- バケタン家族（1976年、NETテレビ） - 露子
- いちばん星（1977年、NHK総合）
- UFOセブン大冒険（1978年、TBS）
- 木曜座 あした泣く（1978年、TBS）
- 水戸黄門 第10部 第2話「女度胸の鉄火肌・神奈川」（1979年、TBS） - お竜
- 新・江戸の旋風 第1話「誓いの八丈太鼓」（1980年、フジテレビ） - お菊
- 青春諸君!夏 第10話（1980年、TBS） - 華子
- お化けのサンバ（1980年、テレビ東京） - 柳下ゆう子
- 春まっしぐら!（1981年、TBS） - 主演・塩田千春
- ある日突然恋だった（1982年、TBS） - 花沢知子
- 望郷 美しき妻の別れ（1983年、フジテレビ） - 主演・船渡葉子
- 火曜サスペンス劇場（日本テレビ）
  - 松本清張スペシャル・一年半待て（1984年5月22日） - 主演・須村さと子
  - 過去からの声（1988年7月12日） - 主演・片桐久美子
  - 湾岸に消えた女[注 13]（1989年2月28日） - 主演・片桐久美子
  - 外科医・有森冴子II 告知（2000年10月3日） - 竹田香奈
  - だます女だまされる女5（2003年2月25日） - 宮口遥子
- ザ・ドラマチックナイト 松本清張の地方紙を買う女（1987年10月23日、フジテレビ） - 主演・潮田芳子
- 火曜スーパーワイド 和久峻三の京都ドラマ うちは祇園のゲイシャ弁護士え[注 14]（1988年6月28日、朝日放送） - 主演・藤波静香[注 15]
- 代表取締役刑事 第30話「長いお別れ」（1991年、テレビ朝日）
- 裸の大将 第52話「母子くんち太鼓」（1992年、関西テレビ） - 松尾佐代子
- 月曜ドラマスペシャル 松本清張作家活動40周年記念・迷走地図（1992年3月30日、TBS） - 織部佐登子
- 大河ドラマ（NHK総合）
  - 琉球の風（1993年） - 蔡真鶴
  - 西郷どん（2018年） - 由羅[22]
- 鍵（1993年、テレビ朝日）
- 家なき子 第2-4話（1994年、日本テレビ） - 園田京子
- 愛とは決して後悔しないこと（1996年、TBS） - 宮田秋子
- 冬の蛍（1997年、NHK総合） - 西山さと子
- 土曜ワイド劇場 ジャンボ宝くじ1億5千万円が当たった女!連続殺人（1998年1月17日、朝日放送） - 主演・福原富子[注 16]
- くれなゐ（1998年4月 - 6月、読売テレビ） - 貴志尚子
- 金曜エンタテイメント（フジテレビ）
  - 主夫刑事と猛妻鑑識官の夫婦事件帳[注 17]（1999年5月7日） - 志摩真紀子
  - おもろい夫婦事件帖1（2001年1月19日） - 志摩真紀子
  - おもろい夫婦事件帖2（2001年6月29日） - 志摩真紀子
- 明日を抱きしめて（2000年、読売テレビ） - 高宮洋子（三田佳子降板後の代役）
- 金田一少年の事件簿 第3シリーズ 黒死蝶殺人事件（2001年8月4日・11日、日本テレビ） - 斑目緑
- 女と愛とミステリー（テレビ東京）
  - 悪の仮面（2001年9月12日） - 熊谷香織
  - 骨壺を抱く二人の女（2001年10月31日） - 葛原彩子（藤田朋子とのダブル主演）
- 仔犬のワルツ（2004年、日本テレビ） - 志賀華子
- 特命係長 只野仁リターンズ 女弁護士の秘密を暴け!!（2004年12月22日、テレビ朝日） - 里美映子
- 復讐のダイヤモンド（2006年3月18日、テレビ朝日） - 池田美佐子
- 土曜ドラマ（NHK総合）
  - 魂萌え!（2006年） - 山田栄子
  - 土曜ドラマスペシャル 炎上弁護人（2018年12月15日） - 近藤昌子
- 火曜ドラマゴールド 検事霞夕子SP 悪徳女代議士は許さない（2006年11月7日、日本テレビ） - 柏木美輪
- 不倫調査員・片山由美9 黒髪人形・尼寺殺人事件（2007年9月19日、テレビ東京） - 花岡清泉
- 白と黒（2008年、東海テレビ） - 大貫彩乃
- 金曜プレステージ 山村美紗サスペンス 4週連続スペシャル 第3弾 推理作家・池加代子〜殺しのシナリオ〜（2012年5月18日、フジテレビ） - 三戸珠世
- 月曜名作劇場 ミステリー作家・朝比奈耕作シリーズ2 鳥啼村の惨劇（2018年3月12日、TBS） - 鳥神姫羽
- グランマの憂鬱 第7話（2023年5月20日、東海テレビ・フジテレビ） - ユキちゃん
- マル秘の密子さん（2024年7月13日 - 9月28日、日本テレビ） - 九条五十鈴[23]
- 終幕のロンド -もう二度と、会えないあなたに-（2025年10月〈予定〉 - 、関西テレビ・フジテレビ） - 御厨富美子 役[24]

### 映画
- 春だドリフだ 全員集合!!（1971年、松竹） - 小柳ルミ子
- 日本一のショック男（1971年、東宝） - 八木沢恵美子
- どてらい男（1975年、東京映画） - 前戸弥生
- 誘拐報道（1982年、東映） - 古屋芳江 ※第6回日本アカデミー賞最優秀助演女優賞
- 白蛇抄（1983年、東映） - 主演・石立うた  ※第7回日本アカデミー賞最優秀主演女優賞
- 塀の中の懲りない面々（1987年、松竹） - 風見待子
- 塀の中のプレイ・ボール（1987年、松竹） - 栗田夏代
- 家なき子 劇場版（1994年、東宝） - 磯貝（園田）京子
- 陽炎2（1996年、松竹） - 高木由良
- Codename:TOMOKO <TOMOKO もっとも危険な女>（2000年、パル企画＝日本スカイウェイ） - 主演・トモコ

### オリジナルビデオ
- ADAGIO（1992年、大陸書房）
- 歌の妖精4（日本音楽教育センター）

### 舞台
- ミュージカル・スターは夢を見る…（2009年、劇団とっても便利、作曲・脚本・演出：大野裕之）

### 吹き替え
- ミスター・グッドバーを探して - テレサ・ダン〈ダイアン・キートン〉 役 ※テレビ朝日版

### ラジオドラマ
- 青春アドベンチャー（NHK-FM）
  - 「アゴラ６９ ～僕らの詩（うた）～」（2021年4月5日 - 16日）[25] - 三河ママ 役

### イベント
- 花の万博 グランドフィナーレショー（1990年）

### パチンコ
- 西陣 CR小柳ルミ子 CYBER SPACE ルミチャンネル（2006年）

### CM
- ヤクルト本社 ジョア（1970年代中頃）
- KINCHO（1970年代後半 - 1980年代中期）
- サントリーリザーブ
- 日清食品 はかたもんラーメン
- お多福産業 お多福の磁気付きシューズ
- 日本民間放送連盟 「はつらつ、30才。」（1982年）
- サムスン電子（1990年代後半） ※当時の夫当時・大澄賢也と共演。
- 日本ビール BEER 赤・黒（1995年） ※当時の夫・大澄賢也と共演。
- みやもと歯科ジャパン・インプラントセンター（福岡ローカル、2010年）
- H2O スチームユニオン（2019年）

### 写真集
- 留美子 波のように愛して（ワニブックス、1980年）
- 週刊プレイボーイ特別編集（集英社、1983年）
- 小柳ルミ子写真集（集英社、1991年）
- EL VENENO（バウハウス、1999年）

## 主な著作

### 単行本
- 『ルミ子的極楽生活術』（コスモの本、 1993年8月 ISBN 978-4906380497）
- 『私の半生記』（双葉社、1994年1月、ISBN 978-4575283020）
- 『ルミ子・賢也の愛のエクササイズ』（大澄賢也と共著、マガジンハウス、1994年3月、ISBN 978-4838704873）
- 『結婚』（大澄賢也と共著、コスモの本、1995年1月、ISBN 978-4906380596）
- 『図解 40代からのレーシックで視力回復』（冨田実と共著、講談社 2011年7月 ISBN 978-4062170116）
- 『もう68歳と思うのか、まだ68歳と考えるのか』（徳間書店 2020年9月 ISBN 978-4198650957）
- 『パスコースがない? じゃあ、つくればいい。 ルミ子の勝手にサッカー学』（東京書籍、2018年5月 ISBN 978-4487811120）

### 雑誌
- 週刊大衆（双葉社）
  - 連載「ルミ姉の清く正しく美しく」
- 週刊宝石（光文社）
  - 対談コーナー「小柳ルミ子の男と女のトーク」